# Viktor Scheufele
Viktor Scheufele (* 23. Februar 1905 in Nürtingen; † 24. November 1978 in Sindelfingen-Maichingen) war ein deutscher Jurist.

## Leben
Scheufele, Sohn eines Bahnhofoberaufsehers und evangelischer Konfession (bis Ende der 1930er Jahre), studierte von 1923 bis 1926 sowie von 1929 bis 1934 Philosophie und Rechtswissenschaften in Tübingen und München. Er war Mitglied der Studentenverbindungen Turnerschaft Hohenstaufia Tübingen und Turnerschaft Ghibellinia München. Er legte 1934 die erste und 1939 die zweite höhere Dienstprüfung ab. 
1939 war er juristischer Mitarbeiter in einer Stuttgarter Kanzlei, danach Assessor beim Landratsamt Waiblingen, bis er schließlich seinen Kriegsdienst beim SS-Totenkopf-Wachbataillon Prag begann, der bis 1941 dauerte. 1941 war er Regierungsassessor beim Landratsamt Waiblingen und 1942 dort Regierungsrat. Danach war er bei verschiedenen Landratsämtern tätig. Von 1944 bis 1945 leitete er als Amtsverweser das Landratsamt Böblingen.
1945 wurde er auf Anordnung der US-Militärregierung entlassen. Er war von 1945 bis 1948 in US-Internierung in Ludwigsburg. 1948 wurde er juristischer Mitarbeiter einer Esslinger Kanzlei und 1951 Zivilrichter. 1954 wurde er Landgerichtsrat beim Landgericht Stuttgart.
Er wurde 1923 Mitglied der Wiking-Brigade Erhardt und 1933 der NSDAP.